# معركة كروم كريثيا
معركة كروم كريثيا (6-13 أغسطس 1915)هي معركة وقعت أثناء حملة جاليبولي خلال الحرب العالمية الأولى بين القوات العثمانية وقوات المملكة المتحدة. هاجمت القوة البريطانية الدفاعات العثمانية وفشلت طوال أيام المعركة في التغلب عليها، أنتهت المعركة بانتصار العثمانيين وخسائر فادحة للبريطانيين.